# Cobitis
Cobitis es un género de peces actinopterigios paleárticos que pertenece a la familia Cobitidae. Incluye a los peces conocidos como lochas, entre las cuales cabe destacar la bien conocida C. taenia, de la región de clima templado del oeste euroasitático. El género contiene aproximadamente 70 especies.
Algunas especies similares, ubicadas al sur de la región de distribución de Cobitis, han sido agrupadas en el género Sabanejewia.

## Especies
Algunas de las poblaciones de los Balcanes son de clasificación dudosa. Parecen ser tan solo muy ligeramente diferentes pero los análisis de sus secuencias de DNA (del gen activador de la recombinación (RAG-1), del intrón 1 de la proteína ribosomal S7 y del DNA mitocondrial que codifica para el citocromo b) confirman que son linajes antiguos, tratados adecuadamente como especies independientes. Las especies parapátricas C. arachtoensis y C. hellenica apenas son diferentes genéticamente por lo que podrían ser considerados una sola especie.
- Cobitis albicoloris (Chichkoff, 1932)[2]
- Cobitis arachthosensis (Economidis & Nalbant, 1996)[3][4]
- Cobitis arenae
- Cobitis battalgili (Bacescu, 1962)
- Cobitis bilineata (Canestrini, 1866)[5]
- Cobitis bilseli (Battalgil, 1942)
- Cobitis biwae (Jordan & Snyder, 1901)[6]
- Cobitis calderoni (Bacescu, 1962)[7][8]
- Cobitis choii (Kim & Son, 1984)[9]
- Cobitis conspersa (Cantoni, 1882)
- Cobitis dalmatina (Karaman, 1928)[10]
- Cobitis dolichorhynchus (Nichols, 1918)
- Cobitis elazigensis (Coad & Sarieyyüpoglu, 1988)[11]
- Cobitis elongata (Heckel & Kner, 1858)[12]
- Cobitis elongatoides (Bacescu & Maier, 1969)[13][14]
- Cobitis evreni (Erk'akan, Özeren & Nalbant, 2008)[15]
- Cobitis fahireae (Erkakan, Atalay-Ekmekci & Nalbant, 1998)
- Cobitis feroniae Novaga, Bellucci, Geiger & Freyhof, 2024[16]
- Cobitis granoei (Rendahl, 1935)
- Cobitis haasi (Klausewitz, 1955)
- Cobitis hangkugensis (Kim, Park, Son & Nalbant, 2003)[17]
- Cobitis hellenica (Economidis, 1991)[3]
- Cobitis illyrica (Freyhof & Stelbrink, 2007)[18]
- Cobitis jadovaensis (Mustafic & Mrakovcic, 2008)[19]
- Cobitis kellei (Erkakan, Atalay-Ekmekci & Nalbant, 1998)
- Cobitis laoensis (Sauvage, 1878)
- Cobitis laterimaculata (Yan & Zheng, 1984)[20]
- Cobitis lebedevi (Vasil'yeva & Vasil'ev, 1985)[21]
- Cobitis levantina (Krupp & Moubayed, 1992)
- Cobitis linea (Heckel, 1846-1849)[22]
- Cobitis longitaeniatus (Ngô, 2008)[23]
- Cobitis lutheri (Rendahl, 1935)[24]
- Cobitis macrostigma (Dabry de Thiersant, 1872)
- Cobitis maroccana (Pellegrin, 1929)
- Cobitis matsubarai (Okada & Ikeda, 1939)
- Cobitis megaspila (Nalbant, 1993)[25]
- Cobitis melanoleuca (Nichols, 1925)[26]
- Cobitis meridionalis (Karaman, 1924)[27]
- Cobitis misgurnoides (Rendahl, 1944)
- Cobitis narentana (Karaman, 1928)[10]
- Cobitis ohridana (Karaman, 1928)[10][28]
- Cobitis pacifica (Kim, Park & Nalbant, 1999)[29]
- Cobitis paludica (de Buen, 1930)[30]
- Cobitis phongnhaensis (Ngô, 2008)[23]
- Cobitis phrygica (Battalgazi, 1944)
- Cobitis pontica (Vasil'eva & Vasil'ev, 2006)[31]
- Cobitis puncticulata (Erkakan, Atalay-Ekmekci & Nalbant, 1998)[32]
- Cobitis punctilineata (Economidis, 1991)[3]
- Cobitis rarus (Chen, 1981)
- Cobitis rhodopensis (Vassilev, 1998)
- Cobitis rossomeridionalis (Vasiljeva & Vasiljev, 1998)
- Cobitis satunini (Gladkov, 1935)[33]
- Cobitis shikokuensis (Suzawa, 2006)[34]
- Cobitis sinensis (Sauvage & Dabry de Thiersant, 1874)[35][36]
- Cobitis splendens (Erkakan, Atalay-Ekmekci & Nalbant, 1998)
- Cobitis squataeniatus (Ngô, 2008)[23]
- Cobitis stephanidisi (Economidis, 1992)[37][38]
- Cobitis striata (Ikeda, 1936)
- Cobitis strumicae (Karaman, 1955)[39]
- Cobitis taenia (Linnaeus, 1758)[40][41][42][43][44]
- Cobitis takatsuensis (Mizuno, 1970)[45][46][47][48]
- Cobitis tanaitica (Bacescu & Maier, 1969)[49]
- Cobitis taurica (Vasil'eva, Vasol'ev, Janko, Ráb & Rábová, 2005)[50]
- Cobitis tetralineata (Kim, Park & Nalbant, 1999)
- Cobitis trichonica (Stephanidis, 1974)[51]
- Cobitis turcica (Hankó, 1924)
- Cobitis vararensis (Erkakan, Atalay-Ekmekci & Nalbant, 1998)
- Cobitis vardarensis (Karaman, 1928)[10]
- Cobitis vettonica (Doadrio & Perdices, 1997)[52]
- Cobitis zanandreai (Cavicchioli, 1965)[53]